# KZ Darß-Wieck
Das KZ Darß-Wieck war ein Außenlager des Konzentrationslagers Neuengamme bei Hamburg. Es bestand von Januar 1941 bis Ende Februar 1941.

## Geschichte
Das Konzentrationslager wurde als Außenlager in Wieck a. Darß auf dem Darß errichtet, westlich von Stralsund. Hier ließ die SS Anfang 1941 in einem Wirtshaus, dem Alten Krug in der Straße Bauernreihe, die Häftlinge unterbringen. Etwa 50 Häftlinge wurden zum Reetschneiden gezwungen. Die Häftlinge arbeiteten nur in einem Anzug aus Drillich im kalten Wasser. Ab Februar 1941 transportierte die SS alle Häftlinge ins Stammlager Neuengamme zurück. Die meisten Häftlinge waren Zeugen Jehovas. Einer der beiden Bewacher der Häftlinge war Ewald Jauch, der 1945 Lagerführer im Außenlager Bullenhuser Damm war. Ein Jahr später wurden erneut Häftlinge zum Reetschneiden eingesetzt; sie wurden im Außenlager Darß-Zingst gefangengehalten.